# Рихильда (графиня Эно)
Рихильда (Ришильда; также Рихильда де Эно; фр. Richilde de Hainaut; первая четверть XI века, возможно около 1031 — 15 марта 1086) — графиня Эно с 1036 года (по браку с графом Эно Германом) и Фландрии с 1051 года (по браку с графом Фландрии Бодуэном VI).

## Происхождение
С XIX века считалось, что она была дочерью графа Эно Ренье V, и эта версия распространена у многих средневековых хронистов и в других исторических источниках. Однако Леон Вандеркиндер опровергнул эту теорию, объяснив, что эти предположения возникли из-за путаницы в документах. На самом деле Рихильда — падчерица Ренье V, вышедшая замуж за его сына графа Эно Германа. На основании записей Flandria Generosa можно предположить, что она была племянницей папы Льва IX, который происходил из эльзасского рода графов Эгисхейм.
С другой стороны, есть косвенные доказательства, что она была дочерью Ренье. Её брак с Германом признан незаконным, хотя был утверждён епископом Камбре. Согласно хронике Жиля Орвальского, отца Рихильды также звали Ренье. Однако он не мог быть графом Монса, так как графством в то время владели Ренье IV и его сын Ренье V. Вероятно, имелся в виду Ренье де Анон, который, возможно, был маркграфом Валансьена в 1045—1048/1049 годах.
В Europäische Stammtafeln Рихильда идентифицируется с Адой де Рюминьи, однако в первичных источниках подтверждение этих сведений отсутствуют. Другим возможным ключом является имя Роже, данное Рихильдой её сыну от первого брака, так как это имя не употреблялось в доме графов Эно. Имя Роже было свойственно графам Лана X века, графам Порсьена XI века, и ранним предкам графов де Сен-Поль, но связи с любым из этих родов являются маловероятными.

## Биография
Рихильда вышла замуж в 1040 году за графа Эно Германа. Когда в 1046 году Герман вступил в союз с герцогом Нижней Лотарингии Готфридом II, графом Голландии Дирком IV и Бодуэном V против императора Генриха III, Рихильда приняла сторону императора и боролась против мужа.
Герман умер в 1051 году, и Рихильда вышла замуж вторично — за графа Фландрии Бодуэна VI, который, чтобы отстранить от себя наследников Германа (особенно его сына Роже) лишил их отцовского наследства, отправив в монастырь. Роже в 1066 году стал епископом Шалон-сюр-Марна (современный Шалон-ан-Шампань), а дочь ушла в бенедиктинский монастырь. По церковным законам их брак был признан недействительным, так как они состояли в родстве. Из-за этого супруги были отлучены от церкви епископом Камбре Энгельбертом, но затем папа Лев IX дал согласие на брак. От Бодуэна Рихильда родила ещё трех детей.
Бодуэн стал графом Фландрии в 1067 году под именем Балдуина VI. Три года спустя, зная, что он болен, Бодуэн созвал совет в Ауденарде, на котором принял решение передать двух малолетних сыновей — Арнульфа и Бодуэна под опеку матери, причем в случае смерти одного из них, другой должен был ему наследовать. Перед смертью ему удалось передать свои владения старшему сыну Арнульфу III. Также он попросил брата — Роберта Фризского защищать своих детей. Он умер вскоре после этого, 17 июля 1070 года.
После смерти Бодуэна VI началась острая борьба за власть между Рихильдой, опекуншей Арнульфа и его младшего брата Бодуэна, которую поддерживал французский король Филипп I, и Робертом I Фризским. По мнению некоторых историков, промахи и жестокость матери Арнульфа III вызвали восстание дворянства. По мнению других историков, бунты были вызваны амбициями Роберта I Фризского. В итоге Роберт организовал восстание, благодаря которому он захватил Гент и объявил себя графом Фландрии.
Арнульф и его мать обратились за помощью к королю Франции Филиппу I, получив также поддержку графа Херефорда Вильяма Фиц-Осберна, который привел армию из Нормандии. В некоторых источниках сказано, что вдова Бодуэна Рихильда вышла за него замуж незадолго до битвы при Касселе.
22 февраля 1071 года у подножия горы Кассель состоялась битва, в результате которой Арнульф и Вильям погибли. Король Филипп вскоре примирился с Робертом I и признал его графом Фландрии, а Рихильда с Бодуэном закрепились в Эно, призвав на помощь императора. Также она согласилась сделать графство Эно вассалом епископа Льежа, но она со своими союзниками вновь потерпела поражение в 1072 году в Обурге (фр.), недалеко от Монса.
Рихильда продолжала править вместе со своим вторым сыном Бодуэном II до 1086 года. В 1082 году она отправилась в паломничество в Рим, но чуть не была схвачена Арнульфом, графом де Шини.
Рихильда умерла 15 марта 1086 года. Как и её муж, она была похоронена в аббатстве Анон.

## Семья
1-й муж с 1040: Герман (ум. 1051), граф Эно в 1039—1051 и маркграф Валансьена в 1049—1051. Дети:
- Роже де Эно (ум. 1093), епископ Шалон-ан-Шампань
- Гертруда, бенедиктинская монахиня

2-й муж с 1051: Бодуэн VI (1030—17 июля 1070) — граф Фландрии с 1067. Дети:
- Арнульф III (1054, Бавинхоф — 22 февраля 1071 года) — граф Фландрии и граф Эно с 1070
- Бодуэн II (1056—1098, после 8 июня) — граф Эно с 1071
- Агнес (умерла 1071 или позднее)[4]